# 킬 조약
킬 조약(Treaty of Kiel)은 1814년 나폴레옹 전쟁 후 덴마크, 스웨덴, 영국 3국이 맺은 평화조약으로 나폴레옹 전쟁 후의 문제 해결이 목적이었다. 프랑스 측에 섰다가 패배한 덴마크는 이로 인하여 노르웨이와의 동군연합(東君聯合)을 해소하고, 노르웨이를 스웨덴에게 할양하였다. 북해의 요충지 헬골란트섬은 영국령이 되었으나, 구 노르웨이령 그린란드, 아이슬란드, 페로 제도는 덴마크령으로 남았다. 또한 덴마크는 노르웨이를 잃는 대신 스웨덴령 포메른을 얻게 되었으나, 이 결정은 그 후 수정되어 프로이센이 포메른을 획득하고 덴마크는 조그만 나라인 라우엔부르크만을 얻게 되었다.

## 같이 보기
- 덴마크의 역사
- 스칸디나비아

## 참고 문헌
- 토니 그리피스 지음. 《우리가 몰랐던 또 하나의 유럽 스칸디나비아》. 차혁 옮김. 도서출판 미래의창. ISBN:9788959890392[쪽 번호 필요]